# زیتا (لبنان)
زیتا (به عربی: زیتا) یک منطقهٔ مسکونی در لبنان است که در شهرستان صیدا واقع شده‌است. زیتا ۳۰۰ متر بالاتر از سطح دریا واقع شده‌است.